# LH 95

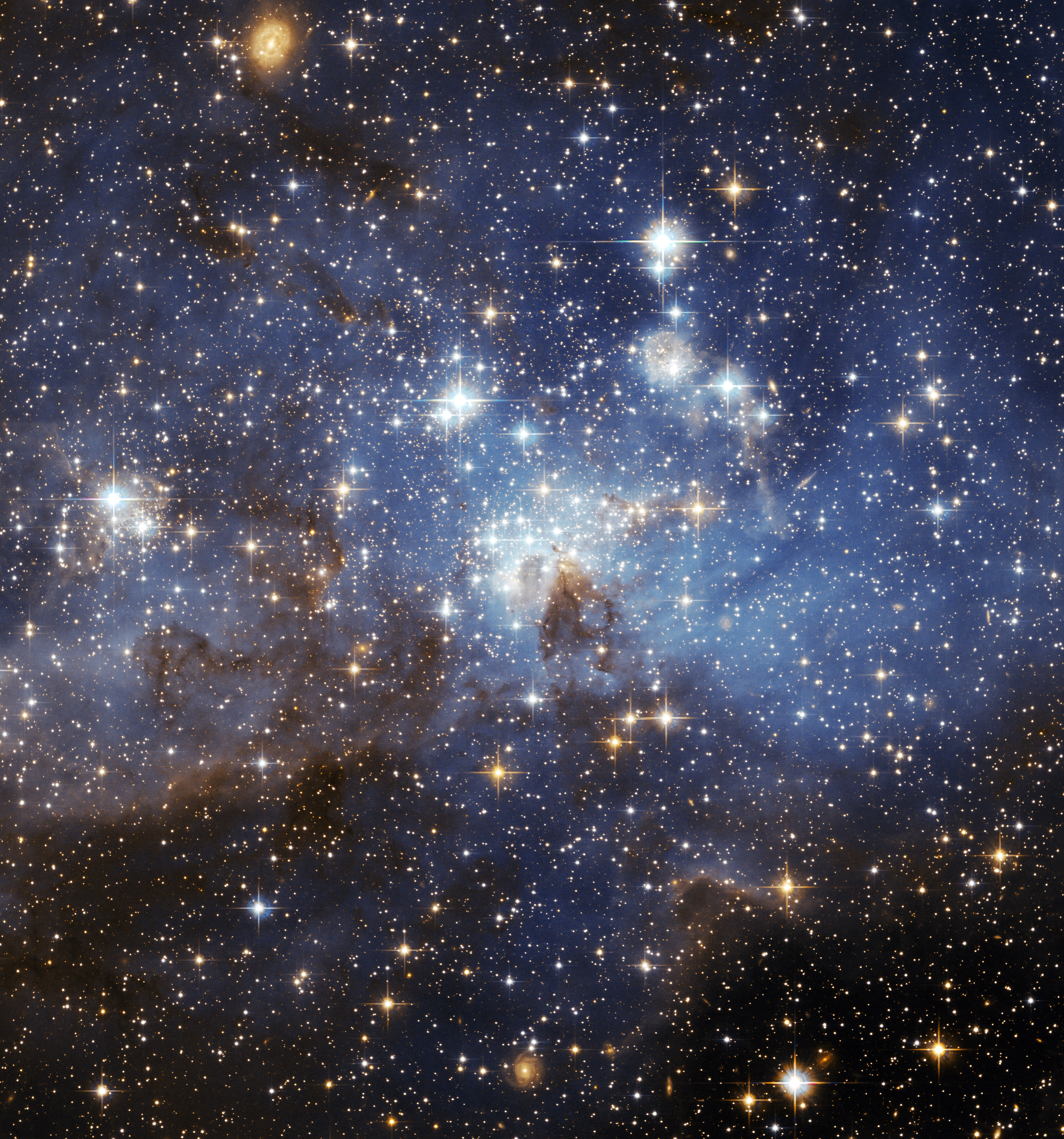
LH 95是大麥哲倫星系中的恆星形成區域。影像版權：NASA/ESA

LH 95是一個位於銀河系衛星星系大麥哲倫星系內的恆星形成區域。該區域和电离氢区LHA 120-N 64相關，是受到恆星LH 95影響而使氫被電離的區域。

## 概要
先前天文學家以為只有年輕恆星存在於這個星協，但是哈伯太空望遠鏡所拍攝的影像中發現超過2500顆主序前星，並且質量最低者大約是0.3倍太陽質量。這些影像提供了大麥哲倫星系中典型星協內的細節。
LH 95中大量正在形成恆星中的主序前星目標允許天文學家建立第一個銀河系外恆星形成區域的初始质量函数。而LH 95的初始質量函數似乎和銀河系內的典型函數並無不同。

## 外部連結
- Large and small stars in harmonious coexistence （页面存档备份，存于）
- The Hubble Heritage Project: LH 95
- APOD: Star Forming Region LH 95 （页面存档备份，存于）